# Borís Vasíliev
Borís Lvóvich Vasíliev (en ruso: Борис Львович Васильев; Smolensk, 21 de mayo de 1924 - Moscú, 11 de marzo de 2013), fue un escritor, dramaturgo y guionista ruso.

## Biografía
Era hijo de un oficial en activo y una descendiente de una familia de naródnik. Acudió al frente en 1943, apenas salido de la escuela y fue herido ese mismo año. Estudió en la Academia de tropas blindadas y mecanizadas entre 1943 y 1948. Hasta 1954, fue ingeniero y probador de tanques. 
Como escritor se le suele clasificar dentro de la llamada "Prosa de guerra" rusa; sobre esta temática escribió Nikolái el de la fortaleza de Brest (1977) y Mañana fue la guerra: novelas (1976). Sin embargo, también escribió sobre la represión estalinista y cultivó la novela histórica con obras como Corona de sangre, ambientada en tiempos del zar Nicolás II. Ha sido un autor muy leído y vendido en Rusia. 
Fue guionista de Los amaneceres son aquí apacibles (1972), fundada en una de sus novelas de guerra y dirigida por Stanislav Rostotski y galardonada con el Premio Estatal de la URSS. Escribió numerosos guiones para el cine y para series de televisión. Fue miembro del jurado del Festival Internacional de Cine de Berlín en 1989.
En 1989, se dio de baja en PCUS. En 1997, fue galardonado con el Premio Sájarov para su valor de ciudadano. En 1999, fue galardonado con el Premio Estatal de Rusia.

## Obras escogidas
Sobre la Gran Guerra Patria
- А зори здесь тихие (1969) - Los amaneceres son aquí más apacibles
- Не стреляйте в белых лебедей (1973) - No tiren a cisnes blancos
- В списках не значился (1974) - No estaba en la lista
- Завтра была война (1976) - Mañana fue la guerra
- Неопалимая купина (1986) - Zarza ardiente

Sobre problemas éticos de la vida cotidiana
- Великолепная шестерка (1980) - Los seis magníficos
- Вы чьё, старичьё? (1982) - ¿Y quienes estáis, vejetes?
- И был вечер, и было утро (1987) - Y fue la tarde y fue la mañana
- Глухомань (2001) - Soledad

Reflexiones sobre los destinos de intelectualidad en Rusia en el siglo XIX-XX (Los Oléksin)
- Были и небыли (1977-1980) - Los hechos y no
- Ровесница века (1988) - Coetánea del siglo
- Дом, который построил Дед (1991) - La casa construida por el Abuelo
- Утоли моя печали (1997) - Calme mi pena (de oración ortodoxa a Nuestra Señora), traducido al español como Corona de sangre
- Картежник и бретер, игрок и дуэлянт: Записки прапрадеда (1998) - Jugador empedernido de cartas y espadachín: memorias del tatarabuelo

Novelas históricas
- Вещий Олег (1996) - Oleg el Profeta (sobre Oleg de Nóvgorod)
- Ольга, королева руссов - Olga, reina de los rus (sobre Olga de Kiev)
- Князь Святослав - Príncipe Sviatosláv (sobre Sviatoslav I de Kiev)
- Александр Невский (1997) - Alejandro Nevski (sobre Alejandro Nevski)
- Государева тайна (2009) - Secreto del Zar

Novela autobiográfica
- Летят мои кони (1982) - Vuelan mis caballos